# Phyllanthus caroliniensis
Phyllanthus caroliniensis är en emblikaväxtart som beskrevs av Thomas Walter. Phyllanthus caroliniensis ingår i släktet Phyllanthus och familjen emblikaväxter.

## Underarter
Arten delas in i följande underarter:
- P. c. caroliniensis
- P. c. guianensis
- P. c. saxicola
- P. c. stenopterus

## Bildgalleri

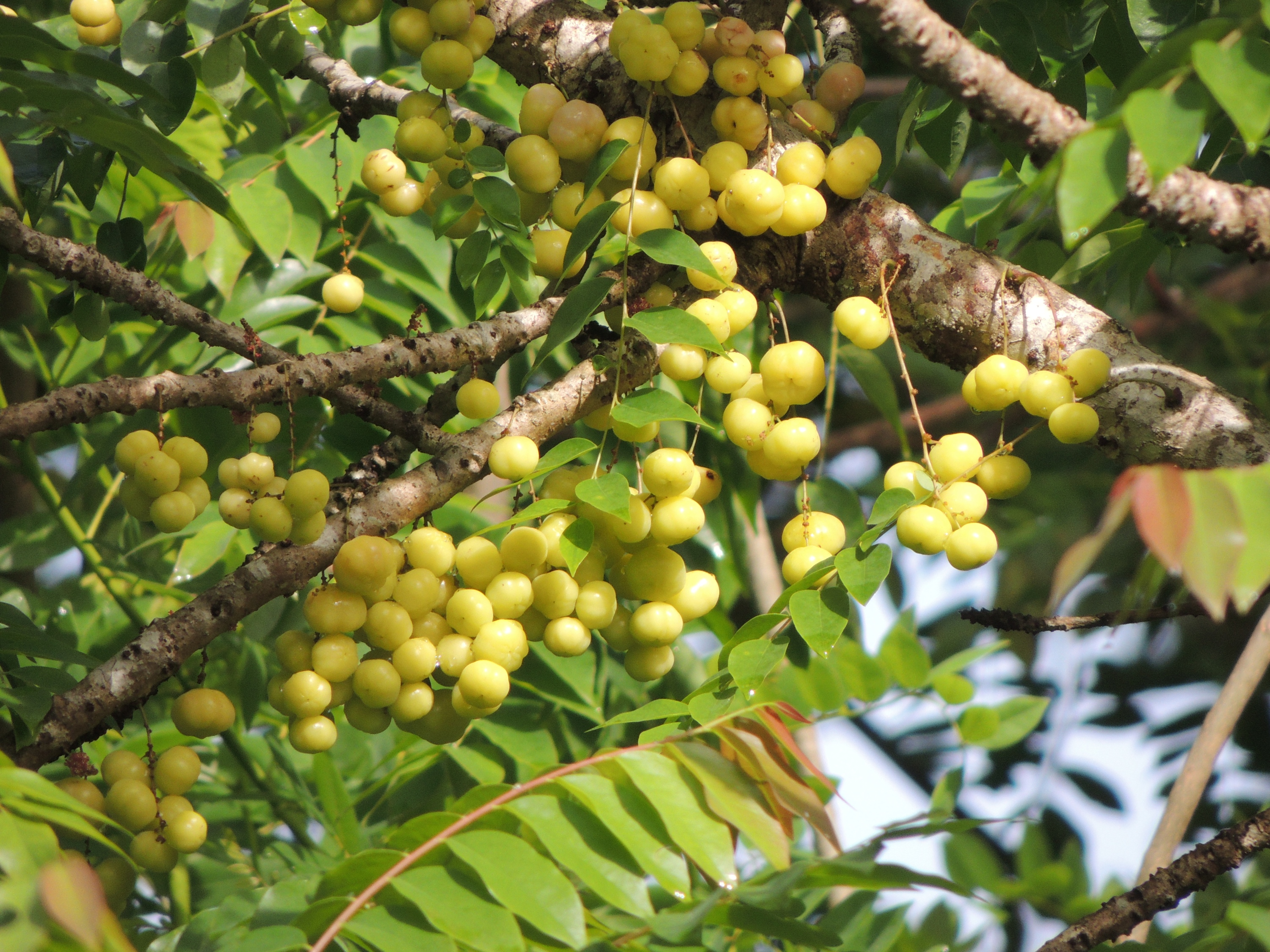
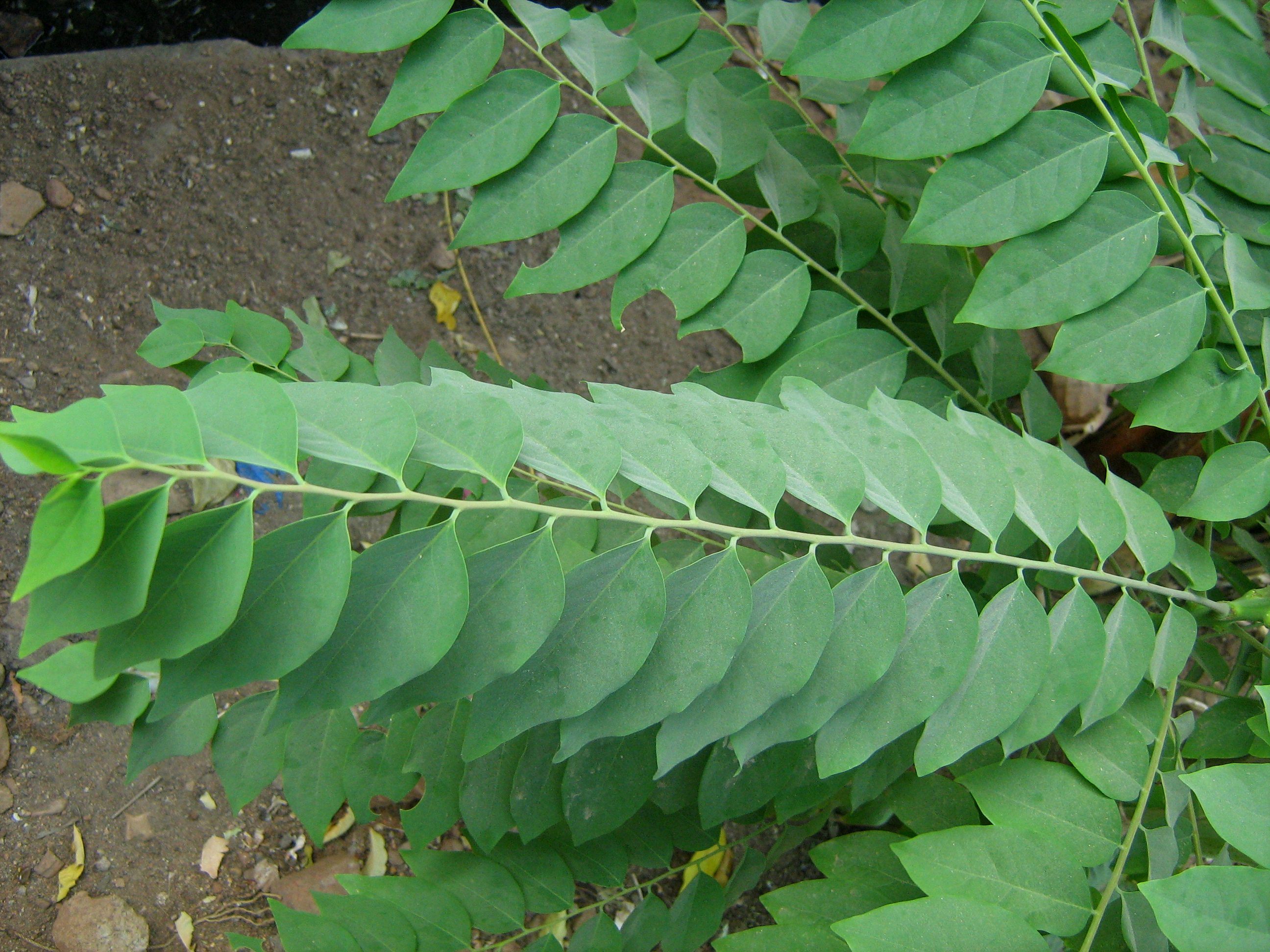
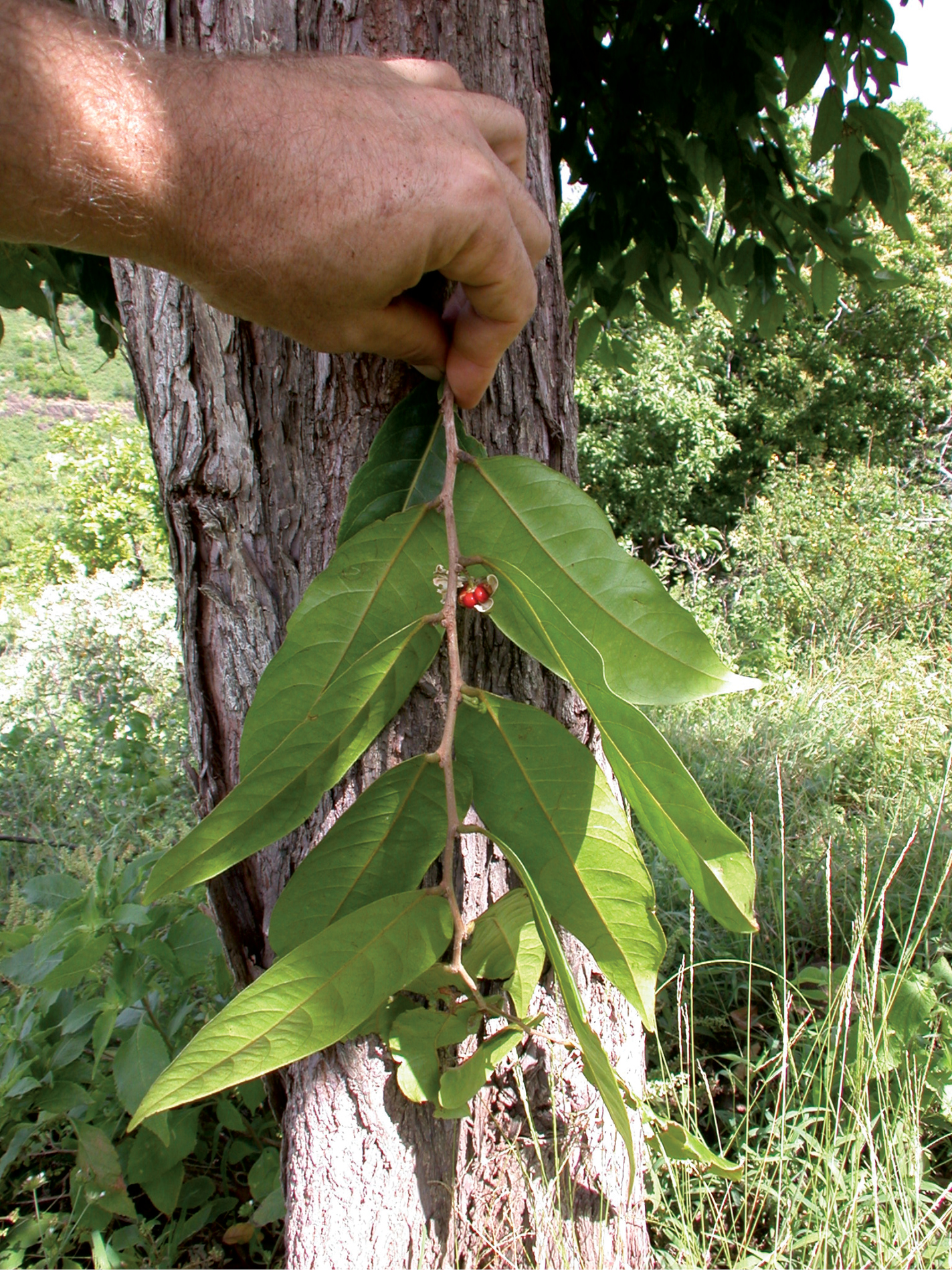
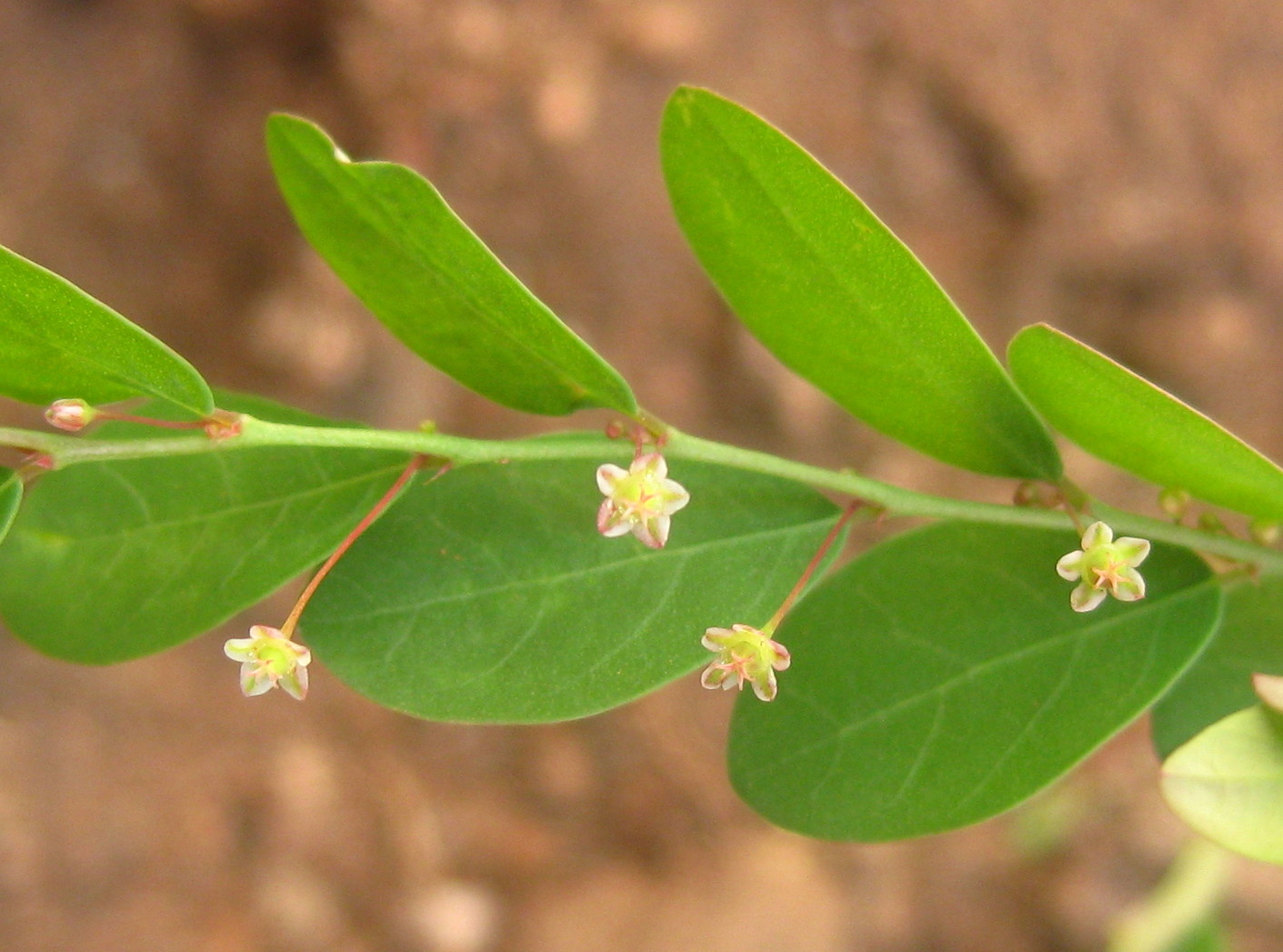